# Dichomera
Dichomera is een geslacht van schimmels behorend tot de familie Botryosphaeriaceae. De typesoort is Dichomera saubinetii.

## Soorten
Volgens Index Fungorum telt het geslacht 41 soorten (peildatum januari 2022):
| Soortnaam                  | Auteur(s)                      | Publicatiejaar |
| -------------------------- | ------------------------------ | -------------- |
| Dichomera camarosporioides | Naumov                         | 1927           |
| Dichomera capparis         | Munjal & J.N. Kapoor           | 1963           |
| Dichomera carpini          | Griffon & Maubl.               | 1909           |
| Dichomera clethrae         | Dearn.                         | 1924           |
| Dichomera coluteae         | Golovin                        | 1950           |
| Dichomera compositarum     | Cooke & Harkn.                 | 1880           |
| Dichomera cytisi           | (Berl. & Bres.) Peyronel       | 1916           |
| Dichomera eucalypti        | (G. Winter) B. Sutton          | 1975           |
| Dichomera firmianae        | Koshk. & Frolov                | 1973           |
| Dichomera gemmicola        | A. Funk & B. Sutton            | 1972           |
| Dichomera gymnosporiae     | S. Ahmad                       | 1955           |
| Dichomera heterospora      | M.E.A. Costa & Sousa da Câmara | 1953           |
| Dichomera inclusa          | M.T. Lucas & Sousa da Câmara   | 1953           |
| Dichomera juglandis        | Ellis & Everh.                 | 1897           |
| Dichomera laburni          | Cooke & Massee                 | 1890           |
| Dichomera macrospora       | S. Ahmad                       | 1955           |
| Dichomera macrospora       | N.D. Sharma                    | 1980           |
| Dichomera moricola         | S. Ahmad & Arshad              | 1972           |
| Dichomera mutabilis        | (Berk. & Broome) Sacc.         | 1884           |
| Dichomera neorhamni        | B. Sutton & Dyko               | 1989           |
| Dichomera oreades          | Cooke                          | 1878           |
| Dichomera persicae         | Pass.                          | 1891           |
| Dichomera persooniae       | Henn.                          | 1903           |
| Dichomera phaceliae        | Cooke & Harkn.                 | 1880           |
| Dichomera prunicola        | Ellis & Dearn.                 | 1905           |
| Dichomera rhamni           | (Westend.) Sacc.               | 1884           |
| Dichomera rhamnicola       | (Cooke) B. Sutton & Dyko       | 1989           |
| Dichomera rhoina           | Cooke & Harkn.                 | 1881           |
| Dichomera ribicola         | Grove                          | 1937           |
| Dichomera ribicola         | Frolov                         | 1968           |
| Dichomera ripidiomorpha    | M.T. Lucas & Sousa da Câmara   | 1954           |
| Dichomera rosarum          | S. Ahmad                       | 1964           |
| Dichomera salicina         | (Vize) Sacc.                   | 1884           |
| Dichomera saubinetii       | (Mont.) Cooke                  | 1878           |
| Dichomera sphaerosperma    | (Berk. & M.A. Curtis) Sacc.    | 1884           |
| Dichomera tiliae           | (Therry) Sacc.                 | 1884           |
| Dichomera tragacanthae     | Kurbans.                       | 1980           |
| Dichomera trichurensis     | V.G. Rao & Varghese            | 1980           |
| Dichomera varia            | Died.                          | 1914           |
| Dichomera viticola         | Cooke & Harkn.                 | 1881           |
| Dichomera viticola         | Maire                          | 1913           |